# Хайнрих I (Холщайн-Рендсбург)
Вижте пояснителната страница за други личности с името Хайнрих I.
Хайнрих I фон Холщайн-Рендсбург (на немски: Heinrich I von Holstein-Rendsburg; * 1258; † 5 август 1304) от Рендсбургската линия на графовете на Шауенбург и Холщайн е първият граф на Холщайн-Рендсбург (1290 – 1304).
Той е четвъртият син на граф Герхард I фон Холщайн-Итцехое († 1290) и първата му съпруга Елизабет фон Мекленбург († ок. 1280), дъщеря на княз Йохан I фон Мекленбург. 
След смъртта на баща му братята Герхард II, Адолф VI и Хайнрих през 1290 г. разделят графството Холщайн-Итцехое на три графства Холщайн-Пльон, Холщайн-Шауенбург и Холщайн-Рендсбург. Хайнрих I получава Холщайн-Рендсбург.

## Фамилия
Хайнрих I се жени през 1289 г. за Хайлвиг фон Бронкхорст (* 1265; † 1310/сл. 15 юли 1324), дъщеря на Флорис фон Бронкхорст (1222 – 1290) или на Вилхелм II фон Бронкхорст († 1290) и Ермгард ван Рандероде († сл. 1264). Те имат децата: 
- Гизелбрехт (1290 – 1345), геген-епископ на Халберщат
- Герхард III „Велики“ (1293 – 1340), граф на Холщайн-Рендсбург (1304 – 1340), женен ок. 1315 г. за София фон Верле († 1339), дъщеря на Николаус II фон Верле († 1316) и Рихса от Дания († 1308)
- Аделхайд († януари 1350), омъжена I. 1313 г. за херцог Ерих II фон Шлезвиг (1288 – 1325), II. между 21 септември 1326 и 22 февруари 1333 г. за граф Дитрих V фон Хонщайн-Херинген († 1379)
- Елизабет (1300 – пр. 1340), омъжена I. 1315 г., за херцог Йохан II фон Саксония-Лауенбург (1275 – 1322), II. 1329 г. (развод 1331) за принц Ерик Датски (1307 – 1331)
- Ерменгард († сл. 27 декември 1329), омъжена 1323 г. за граф Ото II фон Хоя († 1324)